# サッカーブロール
サッカーブロール（英語: Soccer Brawl）は、SNKが発売したネオジオのサッカーゲーム。1992年に発売された。

## ゲームの特徴

### 概要
近未来（スタジアム選択画面から、21世紀末期以降が舞台と推測される。後述。）を舞台にしたサッカーに関するゲームである。選手は人間ではなく、ロボット（サイボーグ）である。そのためか、実際のサッカーとは異なったルールが設定されている。
- 1チーム7人制である（実際のサッカーは11人制）。ポジションもゴールキーパー1人とフィールドプレイヤー6人という設定であり、DF，MF，FWの区別はない。フィールドプレイヤー6人のうち1人がヘッドマスター（頭にバンダナを巻いている。実際のサッカーのキャプテンに相当）であり、残り5人がノーマルプレイヤーである。
- スタジアムにはバウンドウォールが設置されているので、タッチラインを割ってもボールが反射して進む。タッチラインの外でボールが静止した時のみスローインによって試合が再開される。
- ファウル、オフサイドがない。よって、イエローカード・レッドカード，ファウルによって発生する可能性のあるフリーキック・PKもない。
- 1試合アーケード版では2分30秒（150秒）制[要出典]、家庭版では15分，30分，45分，90分ハーフ（但し、実際の時間より進行が早い。尚、実際のサッカーは45分ハーフ）。家庭版のみハーフタイムショーがある。アーケード版では、ボールがライン外に出ると時間がストップするが、家庭版ではストップしない[要出典]。また、アディショナルタイムもない。

一方で、実際のサッカーと同じルールも存在する。ゴールキック，コーナーキック，同点で終了した場合のPK戦である。このうちPK戦は3本勝負で決められ、3本勝負で決まらない時は、アーケード版と家庭版（ネオジオ，ネオジオCD，バーチャルコンソール）ではルールが異なる。
販促イラストは、イラストレーターの森気楼が担当した。

### プレイヤーの操作
プレイヤーの操作は以下の通りである。
- 十字キーまたはジョイスティック:ドリブル。PK戦ではキッカーの蹴る（または、キーパーの飛ぶ）方向を決める（PK戦では左上，正面上，右上，左下，正面下，右下の6方向に蹴る（飛ぶ）事が可能。十字キーまたはジョイスティックを動かさないと、正面下に蹴る（飛ぶ）ことになる）。
- Aボタン:ショートパス（オフェンス）、スライディング（ディフェンス）。Aボタンを長押しすると、画面上に表示されるゲージが溜まり、満タンになるとゲージが点滅してシュートを打てるようになる。この時、ヘッドマスターのみパワーシュートと呼ばれる必殺技（詳細は後述）を打つ事が可能。またゲージが満タンの時に、ディフェンスではパンチ攻撃（腕からビームを発射する）をすることが出来る。この時、相手にパンチ攻撃が命中すると、一定時間気絶させる事が可能（至近距離で命中させる事が出来ると、体全体が光って倒れ、気絶時間が長くなる）。PK戦ではこのボタンを押すと、ボールを蹴る（キーパーが飛ぶ）。
- Bボタン:ロングパス、ヘディング（オフェンス）
- Aボタン・Bボタン同時押し:タックル・ラフプレー（ディフェンス）

### スタジアムと出場チーム
スタジアムは以下の2つから選択可能である。尚、どちらのスタジアムも性能差はない。
- SNK STADIUM…日本・大阪府に位置する[6]。2050年開業。屋外球場である。
- SUPER DOME…アメリカ合衆国・サンフランシスコに位置する[7]。2088年開業。従って、2088年以降をこの作品は舞台にしている。ドーム球場である。

出場チームは以下の8チームである。尚、選手名は付けられていない。括弧内はチームカラーを表す。
- アメリカ合衆国（紫色&白色）,  ドイツ（黄色&黒色）， イングランド（黄色&紫色）,  スペイン（ピンク色&黄緑色）,  ブラジル（黄緑色&黄色）,  日本（赤色&白色）,  イタリア（ピンク色&青色）,  韓国（青色&黄緑色）

チーム間の能力差はないが、ヘッドマスターが打つパワーシュートは以下の4種類に分かれ、2カ国ずつ振り分けられている。
- ガーディアンシュート…ボールの周囲を「ガーダー」と呼ばれるエネルギーボールが回転。弾道上の選手にダメージを与えながら突き進む。スペイン、ブラジルが使用。
- ウェーブシュート…蹴り出されたボールが波状にクネクネと曲がりながら進む。イタリア、ドイツ（2カ国ともヨーロッパ）が使用。
- クロスシュート…蹴り出されたボールが分裂。8の字にクロスする残像を残しながら飛んでいく。アメリカ、イングランドが使用。
- ブーメランシュート…ヘッドマスターの周りを一回転してから直進。周囲の選手にダメージを与えることができる。日本、韓国（2カ国ともアジア）が使用。

8カ国のうちから1カ国を選択して、他の7カ国との総当たり戦でゲームが進行していく。勝てば次のラウンドに進み、引き分けの場合はPK戦になる。負けるかPK戦で引き分け・負けの場合はゲームオーバー（ゲームオーバーの前に10カウント以内にコンティニューが可能）。全ての国に勝つとエンディングとなり、スタッフロールが流れる。ゲームオーバーもしくはエンディング終了時に上位5位以内（進んだラウンド数順）に入ると、ネームエントリーが出来る。